# Tanjung Makmur (Sinar Peninjauan)
Tanjung Makmur is een bestuurslaag in het regentschap Ogan Komering Ulu van de provincie Zuid-Sumatra, Indonesië. Tanjung Makmur telt 2902 inwoners (volkstelling 2010).